# Ilja Szeleches
Ilja Sawieljewicz Szeleches (ros. Илья Савельевич Шелехес, ur. 10 marca 1891 w Podolsku, zm. 3 września 1937) – radziecki polityk, członek Biura Politycznego KC KP(b)U (1936-1937).
Od 1908 członek SDPRR, bolszewik, w maju 1912 aresztowany, skazany na zesłanie do guberni tulskiej, a 1914 do guberni permskiej. Od lutego do lipca 1917 sekretarz Moskiewskiego Związku Pracowników Handlowo-Przemysłowych, od lipca 1917 do stycznia 1918 służył w rosyjskiej armii, od października 1917 do maja 1918 członek rejonowego komitetu SDPRR(b)/RKP(b) w Moskwie, od maja 1918 sekretarz Komitetu Wojskowo-Rewolucyjnego w Niżnym Nowogrodzie, 1918 zastępca przewodniczącego Komitetu Wykonawczego Niżnonowogrodzkiej Rady Gubernialnej. Od lutego do lipca 1919 przewodniczący Komitetu Wykonawczego Kurskiej Rady Gubernialnej, od lipca 1919 przewodniczący Rady Wojskowo-Rewolucyjnej Kurskiego Rejonu Ufortyfikowanego, od 1 grudnia 1919 do 1 maja 1920 wojskowy komisarz 13 Dywizji Piechoty 8 Armii, do maja 1920 szef Wydziału Politycznego 8 Armii. Od czerwca do listopada 1920 komisarz Zarządu Kolei Jekaterinskiej w Jekaterynosławiu, od listopada 1920 do kwietnia 1921 kierownik Wydziału Zaopatrzenia Materiałowo-Technicznego Wszechzwiązkowej Centralnej Rady Związków Zawodowych, od kwietnia do lipca 1921 zastępca ludowego komisarza komunikacji drogowej Ukraińskiej SRR, od lipca do października 1921 przewodniczący Komitetu Wykonawczego Mikołajowskiej Rady Gubernialnej. Od października 1921 do marca 1922 sekretarz odpowiedzialny Komitetu Gubernialnego KP(b)U w Mikołajowie, od 20 czerwca 1922 do lutego 1924 przewodniczący Komitetu Wykonawczego Jarosławskiej Rady Gubernialnej, od lutego do listopada 1924 sekretarz odpowiedzialny Komitetu Gubernialnego RKP(b) w Jarosławiu, od listopada 1924 do lutego 1926 pełnomocnik Rady Pracy i Obrony ZSRR w Środkowej Azji. Od lutego 1926 pracował w KC WKP(b), od maja 1926 do października 1928 instruktor odpowiedzialny Wydziału Organizacyjno-Dystrybucyjnego KC WKP(b), od października 1928 do kwietnia 1929 sekretarz odpowiedzialny briańskiego gubernialnego komitetu WKP(b), od stycznia do 24 lipca 1929 przewodniczący Komitetu Organizacyjnego Prezydium WCIK na obwód zachodni (późniejszy obwód smoleński). Od 8 kwietnia do 26 lipca 1929 przewodniczący Komitetu Wykonawczego Smoleńskiej Rady Gubernialnej, od 26 lipca 1929 do 28 lutego 1933 przewodniczący Komitetu Wykonawczego Zachodniej Rady Obwodowej, od 13 lipca 1930 do 1937 członek Centralnej Komisji Rewizyjnej WKP(b), od 4 marca 1933 do 9 maja 1934 przewodniczący Komitetu Wykonawczego Charkowskiej Rady Obwodowej. Od 22 kwietnia 1933 do 4 lipca 1937 członek KC KP(b)U, równocześnie od 22 kwietnia 1933 do 25 kwietnia 1934 członek Biura Organizacyjnego KC KP(b)U, od 25 kwietnia 1934 do 23 maja 1936 zastępca członka, a od 23 maja 1936 do 4 lipca 1937 członek Biura Politycznego KC KP(b)U, od 28 kwietnia 1934 do 1937 I zastępca przewodniczącego Rady Komisarzy Ludowych Ukraińskiej SRR.
23 czerwca 1937 aresztowany, 2 września 1937 skazany na śmierć przez Wojskowe Kolegium Sądu Najwyższego ZSRR, następnie rozstrzelany.